# Gevangenis van Ieper
De gevangenis van Ieper doet op heden voornamelijk dienst als arresthuis voor de gerechtelijke arrondissementen van Ieper en Kortrijk. Het cellencomplex telt 45 cellen. Aanvankelijk gebouwd voor 57 gedetineerden doch uitgebreid naar 100 bedden.

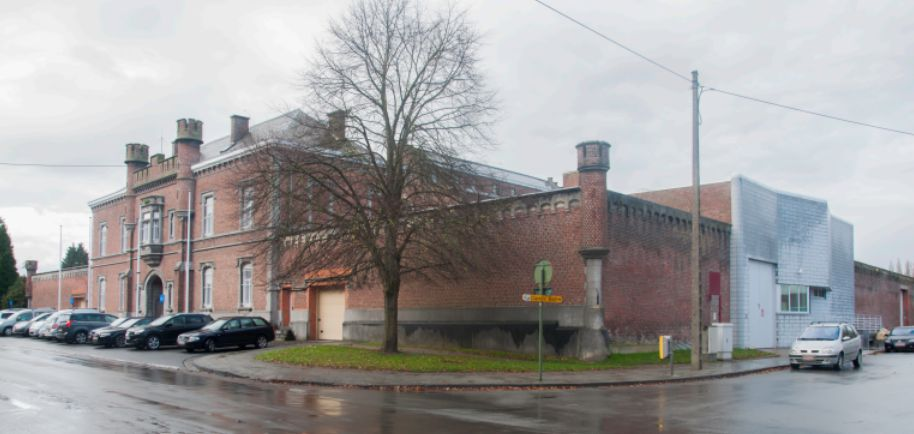
Elverdingestraat 72 8900 Ieper (België)

## Historiek

### Voor 1875
De gevangenis als concept dateert van de 14e tot de 17e eeuw. Gedurende drie eeuwen werd gebruikgemaakt van gruwelijke vormen van bestraffing voor al diegenen die leefden van de bedelarij. In de 17de eeuw werden nog rondlopende zwervers opgepakt en in een tuchthuis aan het werk gezet. Het tuchthuis diende als alternatief voor de gangbare manier van straffen. Naar het voorbeeld van het “Rasphuis” te Amsterdam, waar gevangenen verfhout moesten raspen, werd in Ieper een gelijkaardige instelling opgericht.
In 1843 werd beslist om een nieuwe gevangenis te bouwen ter vervanging van het bestaande “Rasphuis”. De penitentiaire instelling werd gebouwd op de plaats waar de gevangenis nu nog steeds gehuisvest is. Dit gebeurde volgens de toenmalige opvatting van Edouard Ducpétiaux en naar de hand van ingenieur-architect Théophile Bureau. De werken namen drie jaren in beslag. (1873-1876)

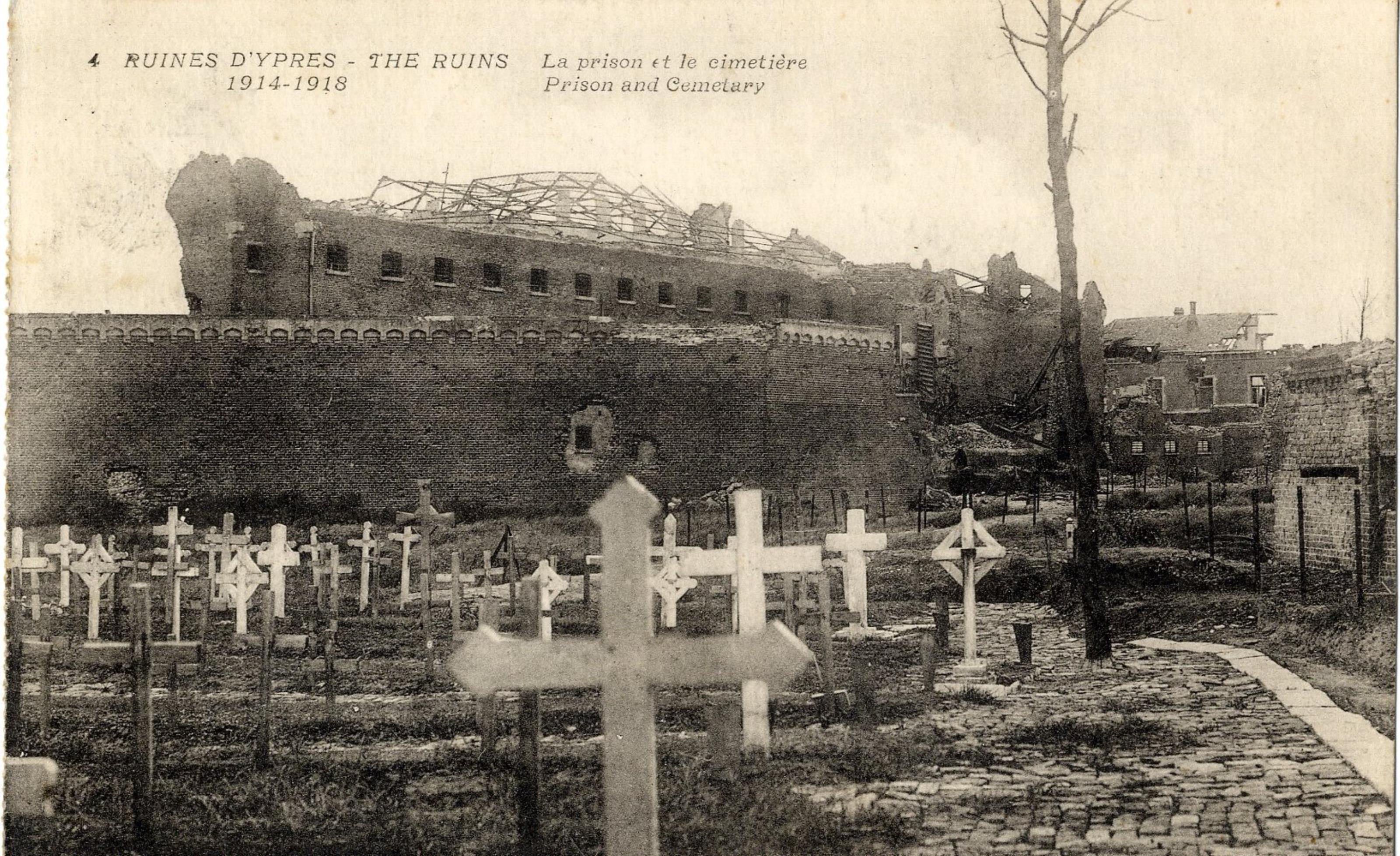

### Van 1875 tot en met WO1
Op 22 april 1876 werden de eerste gevangenen naar het nieuwe complex overgebracht. De gevangenis bewaarde zowel vrouwen als mannen. De vrouwelijke gevangenen werden bewaakt door de Zusters van Liefde afkomstig uit Brugge.
Enkele decennia later brak WO1 uit. In al het losgebroken oorlogsgeweld, bleef de gevangenis van Ieper relatief goed overeind staan. Mede hierdoor had de gevangenis verschillende functies: kantoren van de Britse militaire plaatscommandant (de “Town Major”), kantine (“mess”) voor militairen en als veldhospitaal voor de gewonden die nog in staat waren te lopen (“Casualty Clearing Station for Walking Wounded”).
In 1917 werden op de binnenkoer 3 Britse deserteurs geëxecuteerd.
Op het einde van WO1 waren de gevangenisgebouwen zwaar beschadigd, doch nog best herkenbaar in een voor de rest totaal verwoest Ieper.

### Na WO1: de heropbouw
Na de oorlog werden de beschadigde gebouwen nog een tijdlang in gebruik genomen als kazerne voor de Rijkswacht.
Anno 1921 werd van start gegaan met de restauratiewerkzaamheden. Het hoofdgebouw werd in zijn vroegere eer hersteld; het achterste gedeelte van de gevangenis was in een zodanige staat dat het volledig werd gesloopt. Van juli 1938 tot en met januari 1939 deed het poortgebouw van de gevangenis ook dienst als jeugdherberg.
Aan de achterzijde van de gevangenis ontstond een oorlogskerkhof, het Ypres Reservoir Cemetery, destijds gekend als het Prison Cemetery.

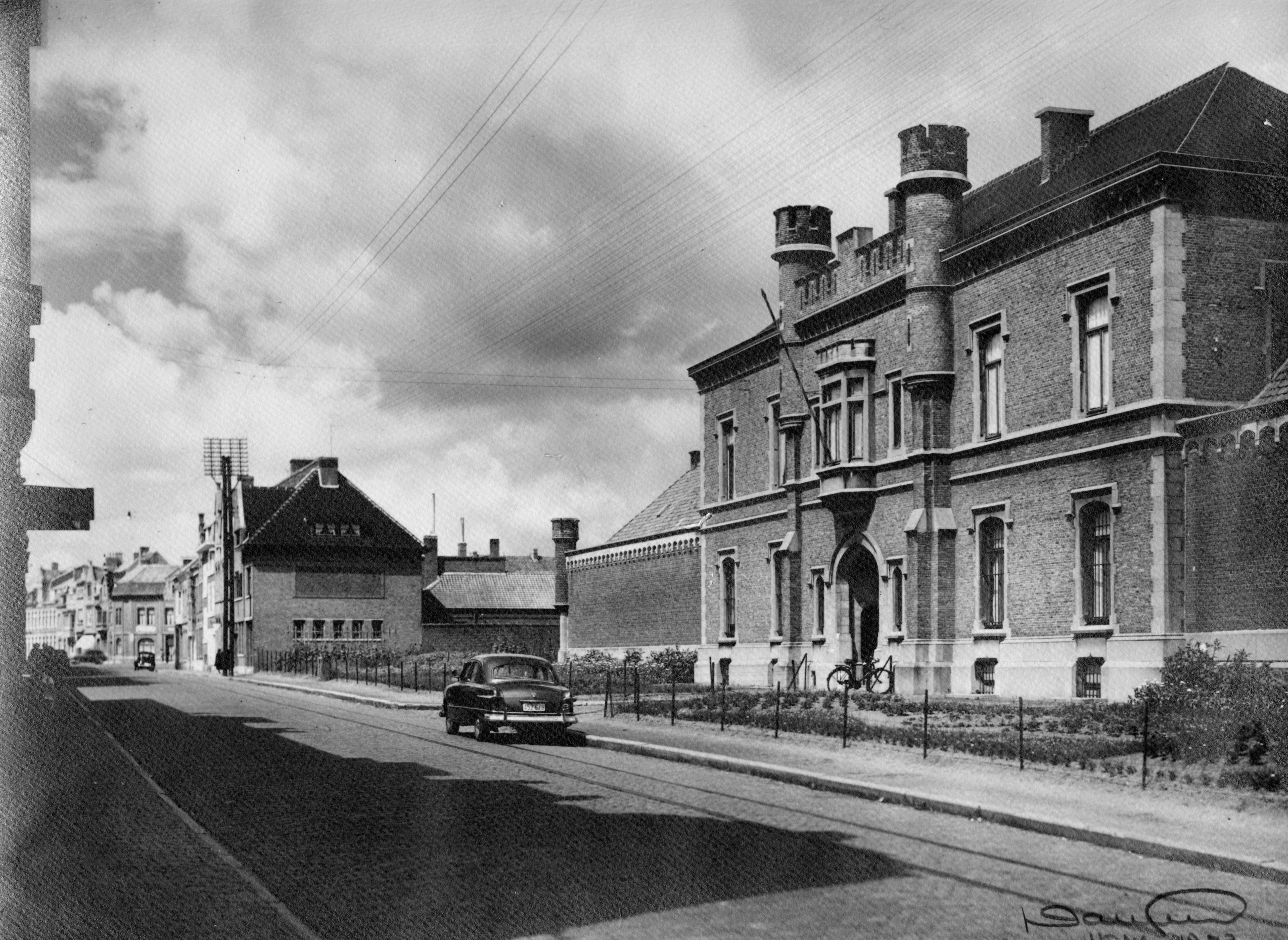

### Tijdens WO2
Toen werd het weer oorlog…. De Duitse bezetter eiste alle klokken met de bedoeling ze om te smelten tot kanonnen. De Ieperse klokken werden in beslag genomen en overgebracht naar de binnenkoer van de gevangenis. Van daaruit ging de reis naar Duitsland, maar kwam er een einde aan de oorlog vooraleer de klokken omgesmolten konden worden. Ze kwamen terug naar Ieper. Op een van de klokken was geschreven: “Wie met klokken schiet, wint de oorlog niet.”.
Voorts werd tijdens de Tweede Wereldoorlog de gevangenis van Kortrijk verwoest. Ze is nadien niet meer heropgebouwd zodat de gevangenis van Ieper ook het arresthuis werd voor het gerechtelijk arrondissement Kortrijk, en zodoende aan belang won. Dit is tot op heden het geval.

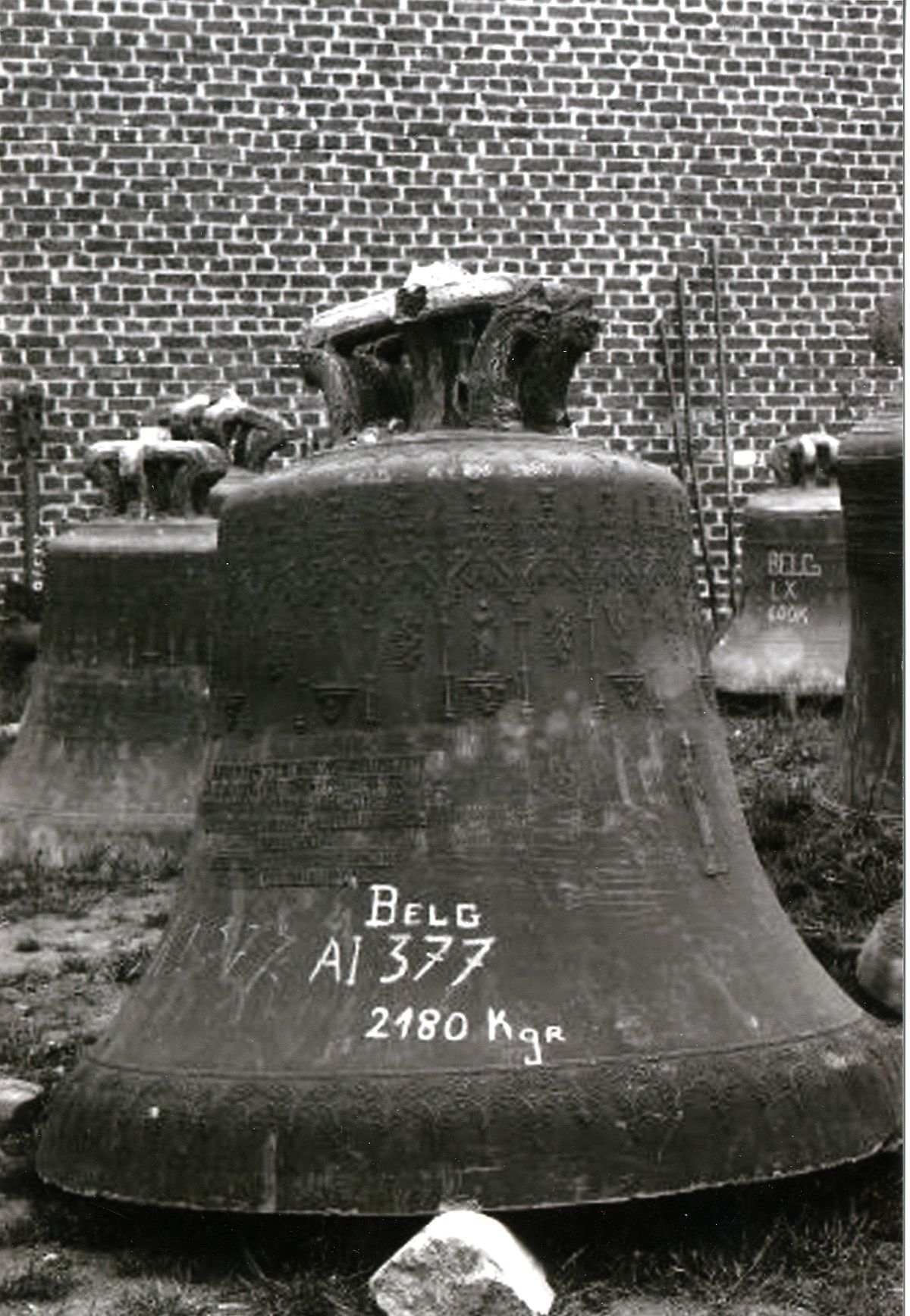

### Recente verbouwingswerken
- Halverwege de jaren ’70 werd een nieuwe vleugel bijgebouwd waardoor de capaciteit meteen verdubbelde.
- Tijdens de tweede helft van de jaren ’90 volgde de renovatie van de oorspronkelijke cellenafdeling. Vanaf dan was er in iedere cel sanitair aanwezig.
- Sinds 1997 beschikt de Ieperse gevangenis over een werkplaats van meer dan 600 m² waar maximum een vijftigtal gedetineerden kunnen tewerkgesteld worden.
- Eind 2007 werd de nieuwe wandeling in gebruik genomen.
- De directeurswoning is in 2008 omgevormd tot kantoorruimte.
- In 2011 werd de nieuwe inkom aan de kant van het Minneplein in gebruik genomen.
- In 2012 gingen de nieuwbouwwerken van start, die de gevangenis in de toekomst moet voorzien van nieuwe accommodaties: keuken, bezoekruimtes, kantoren en polyvalente ruimtes.

Het is bij de aanvang van deze werkzaamheden, dat bij graafwerken een bom van Duitse makelij (70 kg zwaar en in min of meer perfecte staat) uit WO1 werd blootgelegd. Of hoe materiële restanten van de oorlog nog letterlijk in de gevangenisgrond aanwezig zijn. De werkzaamheden werden beëindigd in 2016. En vanaf januari 2017 heeft het personeel zijn intrek genomen in de nieuwe accommodaties.

## Personeel
De gevangenis van Ieper telt een 90-tal personeelsleden, verdeeld in een bewakingskader, een technisch kader en een administratief kader.
Het veiligheidskader wordt bemand door een 7-tal beambten van het veiligheidskorps. Deze mensen staan in voor het transport van gedetineerden tussen de gevangenis en diverse plaatsen daarbuiten. Zij zijn weliswaar gehuisvest in de gebouwen van de lokale politiezone.
Verder wordt het personeelsbestand uitgebreid met enkele partners van de Vlaamse Overheid.

## Gevangenispopulatie
Er is een celregime van toepassing. De gevangenis beschikt over een celcapaciteit van 45 cellen, aanvankelijk bedoeld voor 57 gedetineerden, doch uitgebreid naar 100 bedden. Dit houdt in dat alle cellen uitgerust zijn voor meerdere gedetineerden (twee of vier). De vroegere woonst van de adjudant is ingericht als afdeling beperkte detentie. Hier verblijven gedetineerden die overdag gaan werken buiten de gevangenismuren en er 's avonds terugkeren om er te overnachten.
Jaarlijks worden er tussen de 600 en 700 gedetineerden opgenomen. Het daggemiddelde bedraagt onder normale omstandigheden ongeveer 100 gedetineerden, maar door de verbouwingswerkzaamheden wordt dit aantal teruggedrongen naar 80.
De Ieperse gevangenis herbergt uitsluitend meerderjarige mannelijke gedetineerden: enerzijds beklaagden (70%) maar daarnaast ook veroordeelden (30%). Er is tevens een continu bezetting van om en bij de tien verschillende nationaliteiten.

## Contacten met de buitenwereld

### Bezoeken
- Tafelbezoeken: er is elke dag gelegenheid tot bezoek, met een maximum van één bezoek per gedetineerde per dag. De bezoekzaal is beperkt voorzien van zes tafels waardoor een reservatiesysteem werd ingevoerd. Echtgenote, (groot-)ouders, de wettelijk of feitelijk samenwonende partner, voogd, kinderen, (schoon-)broers, (schoon-)zussen, ooms en tantes kunnen zonder verdere formaliteit op bezoek komen indien ze kunnen aantonen dat ze familie zijn van de gedetineerde. Personen die niet tot de hoger vernoemden horen kunnen ook worden toegelaten mits voorafgaandelijke toelating van de directie. Na het in gebruik nemen van de nieuwe bezoekzaal in 2017 werd de capaciteit van de bezoekzaal opgetrokken tot 12 tafels. Het reserveren werd behouden.
- Individueel bezoek: het gebruik van het individueel bezoek, of ook glasbezoek genoemd, kan conform de basiswet enkel gebruikt worden in uitzonderlijke gevallen waarbij de veiligheid van de instelling of van de gedetineerde in gevaar zou kunnen komen. De tijdstippen van dit bezoek lopen parallel aan deze van het tafelbezoek.
- Ongestoord bezoek: de gedetineerde heeft recht op drie ongestoorde bezoekmomenten per maand. Er dient voorafgaandelijk toestemming worden gevraagd aan de directie. Indien er aan bepaalde specifieke voorwaarden voldaan wordt, kan men gebruikmaken van deze bezoekmogelijkheid. Hierbij hebben de bezoeker en de gedetineerde twee uur de tijd om zonder toezicht van een beambte samen te zijn.
- Familiaal bezoek: het familiaal bezoek gaat door in de bezoekzaal, zonder toezicht van een beambte. Dit soort bezoek kan eenmaal per maand verkregen worden, mits voorafgaandelijke toestemming van de directie. Er mogen maximaal 3 volwassen per bezoek aanwezig zijn. Eigen kinderen onder de 12 jaar niet meegerekend.
- Kinderbezoek: tweemaal per maand is er op zondagnamiddag kinderbezoek. Hiervoor dient op voorhand toestemming te worden verkregen door de directie. Het bezoek heeft een gemeenschappelijk karakter en gaat door onder toezicht van een beambte.

### Telefoon
De gedetineerde heeft, behoudens de door of krachtens de wet bepaalde uitzonderingen, het recht om op zijn eigen kosten dagelijks te telefoneren, zowel naar vaste lijnen als naar GSM-nummers. De gedetineerde kan in principe driemaal per dag, telkens maximum 8 minuten, telefoneren. Het is echter niet mogelijk om van buitenaf rechtstreeks een gedetineerde op te bellen.

### Briefwisseling
Behalve wanneer dit door de wet anders wordt vermeld, heeft de gedetineerde het recht om een onbeperkt aantal brieven te verzenden en te ontvangen.
De brieven die aan een gedetineerde worden toegezonden, kunnen worden gecontroleerd.

## Gevangenisarbeid
De gedetineerde heeft het recht om deel te nemen aan de in de gevangenis beschikbare arbeid.
De gevangenis van Ieper beschikt over een werkplaats die tewerkstelling kan bieden aan max. 50 personen per dag. De werkplaats van 600m² is voornamelijk uitgerust voor het uitvoeren van stukwerk voor externe bedrijven. Verder zijn er nog 20 gedetineerden werkzaam in de huishoudelijke diensten. Dit zijn onder andere keuken, wasserij, kuisploeg en technische dienst.

## Activiteitenaanbod

### Organisatie
Het decreet van 03/02/2013 betreft de organisatie van hulp- en dienstverlening aan gedetineerden. In de gevangenis van Ieper is een beleidsteam samengesteld dat bestaat uit vertegenwoordigers van de verschillende organisaties, de beleidscoördinator van de Vlaamse Gemeenschap en de gevangenisdirectie en zij tekenen gezamenlijk het beleid inzake hulp- en dienstverlening uit door het opstellen van een actieplan. Het coördinatieteam staat in voor de opvolging en uitvoering van het actieplan enerzijds en de concrete planning, uitwerking en evaluatie van het aanbod anderzijds.

### Educatief aanbod
Het onderwijsaanbod in Ieper wordt georganiseerd door het consortium XIIIWebros,vertegenwoordigd door de onderwijscoördinator.
Om de kans op een succesvolle re-integratie na detentie te verhogen, is onderwijs van onschatbare waarde. De programmatie van het onderwijsaanbod wordt jaarlijks intern geëvalueerd en besproken in het Consortium enerzijds en in overleg met de andere Vlaamse partners anderzijds. Er worden nieuwe en relevante leerinhouden afgetoetst en bekeken of die implementeerbaar zijn in de omgeving van het arresthuis Ieper.
Concreet stelt zich dit in vakken als: diverse talen, PC-kennis, voorbereiding op het theoretisch rijbewijs, budgetbeheer, rekenen,….
Sinds kort wordt er ook een onderwijspakket aangeboden via het e-learning systeem.

### Cultureel aanbod
Ook binnen de muren van de gevangenis Ieper vindt cultuur haar weg. De gedetineerden krijgen de kans om zichzelf te ontdekken en competenties te ontwikkelen door deel te nemen aan uiteenlopende activiteiten.
Het is belangrijk dat gedetineerden zich tijdens hun detentie kunnen ontspannen en creatief uitdrukken. Concreet stelt zich dit in een Creatief Atelier, workshops en een ruim bibliotheekaanbod. De culturele activiteiten kunnen over het algemeen op grote interesse rekenen.

### Sportief aanbod
Sport heeft een positieve invloed op de algemene gezondheid van een persoon, zowel op fysiek, geestelijk als sociaal vlak. Voor gedetineerden is sport een manier om de sleur te doorbreken, om spanningen en frustraties kwijt te raken. Het is niet alleen een belangrijk onderdeel van het aanbod hulp- en dienstverlening, maar het levert eveneens een bijdrage aan de veiligheid en rust in de gevangenis.
Het vast sportaanbod bestaat uit fitness, omnisport en minivoetbal.

### Geloofsbeleving
In de gevangenis zijn aalmoezeniers van verschillende godsdienstige overtuigingen en moreel consulenten aanwezig.Iedere gedetineerde heeft het recht om zijn godsdienst te beleven of zijn levensovertuiging individueel of in groep te volgen. Hij kan dus deelnemen aan de groepsactiviteiten die de erkende erediensten organiseren. Hij kan ook brieven schrijven aan en ontvangen van de vertegenwoordiger van zijn eredienst.